# Hans-Joachim Vollrath
Hans-Joachim Vollrath (* 24. November 1934 in Berlin) ist ein deutscher Mathematiker. Er ist emeritierter Professor für Didaktik der Mathematik.

## Lebenslauf
Zwischen 1954 und 1959 studierte er Mathematik, Physik und Geographie für das Lehramt an Gymnasien an der FU Berlin. Von 1959 bis 1961 absolvierte er eine pädagogische Ausbildung am Studienseminar Darmstadt, anschließend stand er bis 1967 im Höherer Schuldienst ebenda. 1963 erfolgte die Promotion zum Dr. rer. nat. an der TH Darmstadt mit der Dissertation Grundzüge einer Theorie der [omega]-metrischen Räume. Von 1967 bis 1970 war er im Hochschuldienst in Darmstadt tätig. 1969 erfolgte die Habilitation an der TH Darmstadt im Fach Mathematik.
Im Jahr 1970 wurde Hans-Joachim Vollrath zum ordentlichen Professor am Lehrstuhl für Didaktik der Mathematik an der PH Würzburg berufen, 1972 durch Integration der PH zum Lehrstuhlinhaber für Didaktik der Mathematik an der Julius-Maximilians-Universität Würzburg, den er bis zur Emeritierung 2000 innehatte.

## Schriften
- Didaktik der Algebra (1974).
- Methodik des Begriffslehrens im Mathematikunterricht (1984)
- Funktionales Denken (1989)
- Algebra in der Sekundarstufe (1994)
- Grundlagen des Mathematikunterrichts in der Sekundarstufe (2001).
- Würzburger Mathematiker. Aus der Geschichte der Julius-Maximilians-Universität. Königshausen & Neumann, Würzburg 2010, ISBN 978-3-8260-4314-7